# Шијел
Шијел (фр. Chuelles) је насељено место у Француској у региону Центар, у департману Лоаре.
По подацима из 2011. године у општини је живело 1154 становника, а густина насељености је износила 37,44 становника/km².

## Демографија
| 1962. | 1968. | 1975. | 1982. | 1990. | 2011. |
| ----- | ----- | ----- | ----- | ----- | ----- |
| 795   | 756   | 725   | 749   | 775   | 1.154 |